# I fratelli Karamazov (miniserie televisiva)
I fratelli Karamazov è uno sceneggiato televisivo italiano, diretto da Sandro Bolchi e trasmesso dal Programma Nazionale della Rai nel 1969. Articolato in sette puntate, andò in onda dal 16 novembre al 28 dicembre di quell'anno.
La fiction era tratta dal romanzo omonimo ottocentesco – I fratelli Karamazov, appunto –  di Fëdor Dostoevskij. A curarne la riduzione televisiva e la relativa sceneggiatura fu chiamato lo scrittore e drammaturgo Diego Fabbri.

## Vicenda

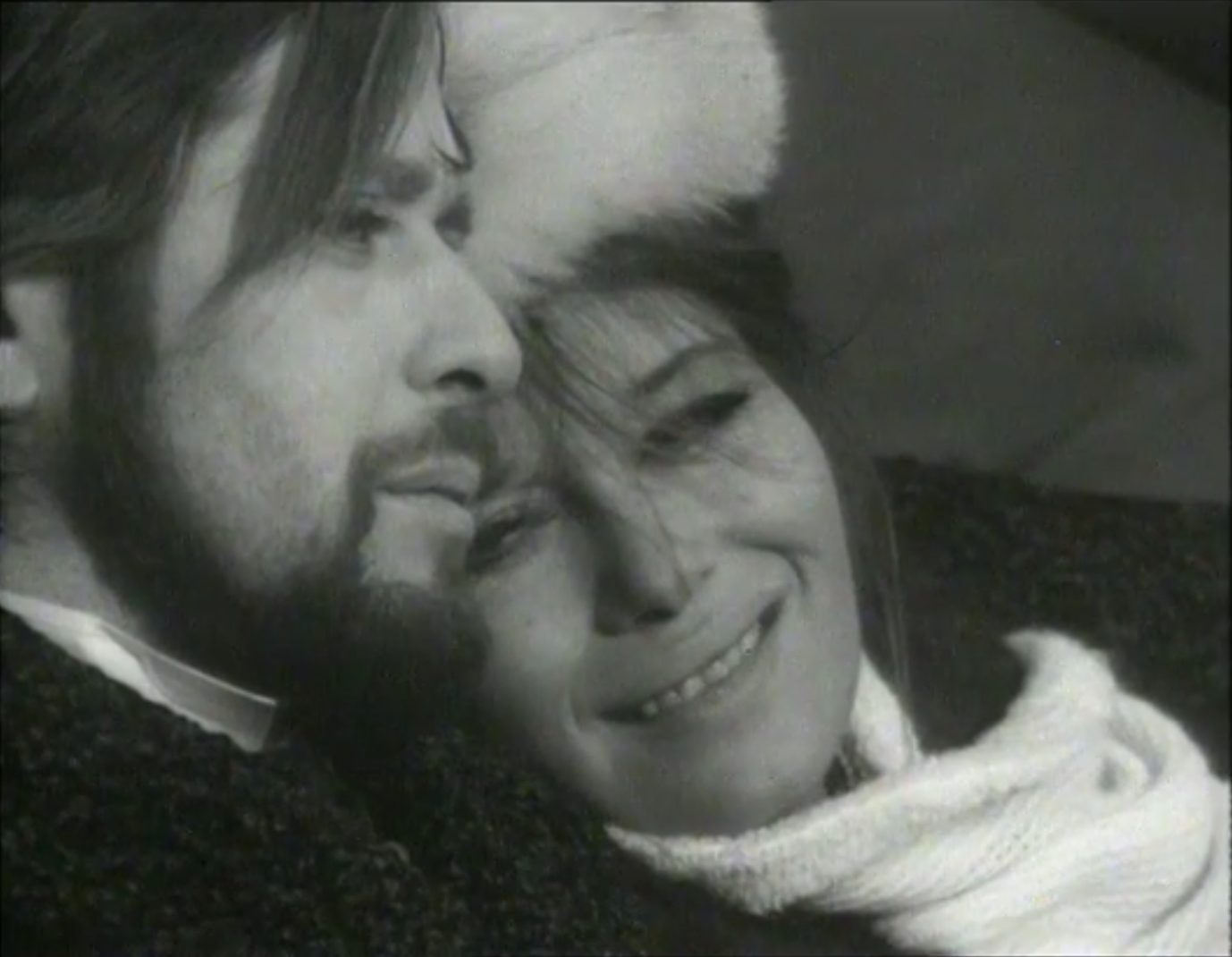
Dmitrij (Corrado Pani) e Grusenka (Lea Massari)

Come nel romanzo originale, al centro della storia è la vicenda umana di una famiglia dilaniata dall'interesse materiale, appunto quella dei Karamazov (un padre, Fedor, e tre figli – Dmitrij, Ivàn e Aleksej – oltre ad un quarto naturale, il servo Smerdjakov, avuto dal capostipite in seguito ad una relazione con una nota vagabonda della cittadina della provincia russa in cui si svolge la vicenda), capace di trasformarsi in un groviglio di vipere.

## Critica
Il lungo sceneggiato diretto da Bolchi ebbe un successo sia in termini di audience (registrando una media di 15 milioni di spettatori a puntata, un record anche per l'epoca, quando ancora la concorrenza televisiva era limitata a due sole reti) che di critica. L'accoglienza fu talmente positiva che ebbe riflessi notevoli anche sulla diffusione del libro da cui la fiction era tratta, che divenne un best seller.
Negli anni 2000, in occasione della redistribuzione dell'opera in DVD ad opera di Fabbri Editori, il critico cinematografico e televisivo Maurizio Porro – ricordando l'importanza del contributo come delegato alla produzione del commediografo Aldo Nicolaj – ha scritto nelle note che accompagnano il supporto video:
Molto riuscite appaiono, secondo l'esegesi di Porro, le sequenze relative al lungo processo «in cui è imputato uno dei figli per l'uccisione del padre Fedor»: «le due arringhe degli avvocati, pro e contro, sono due magnifici pezzi di teatro che Bolchi risolve con lo stile del cinema da tribunale».

## Cast
Sotto l'aspetto del cast, lo sceneggiato poteva essere considerato un vero e proprio colossal, tali e tante erano gli artisti impiegati, molti dei quali di primissimo piano e di formazione teatrale. Oltre agli interpreti principali, l'organico poteva contare sui seguenti attori:
- Valerio Varriale: Kolja Krasotkin
- Augusto Mastrantoni: Padre Paisij
- Umberto Ceriani: Rakitin
- Giuseppe Pertile: Trifon Borisyc
- Vittorio Soncini: Il padrone del ristorante
- Anna Lelio: Una cameriera
- Enrico Osterman: Il dottore
- Maria Marchi: Arina Petrovna
- Edoardo Florio: Un giurato
- Ettore Ribotta: Un domestico
- Ezio Rossi
- Giacomo Ricci
- Carlo Castellani
- Giancarlo Dettori
- Cesare Di Vito
- Claudio Guarino
- Erasmo Lo Presto
- Franco Pechini
- Lorenzo Ricciardi
- Maria Grazia Antonini
- Dali Bresciani
- Tony D'Alba
- Bruno Biasibetti
- Anna Maria De Mattia
- Giovanni Elzner
- Ada Ferrari
- Laura Faina
- Olimpo Gargano
- Francesco Gerbasio
- Piero Leri
- Massimo Macchia
- Simone Mattioli
- Vittorio Manfrino
- Ennio Majani
- Vittoria Rando
- Gino Ravazzini
- Enrico Ribulsi
- Giovanni Sabbatini
- Linda Scalera
- Varo Soleri
- Alfredo Sernicoli
- Antanassia Singhellari
- Luciano Tacconi
- Ugo Tonti
- Egidio Ummarino